# Pequenos Guerreiros
Small Soldiers (br/pt: Pequenos Guerreiros) filme de aventura dos Estados Unidos, de 1998, realizado por Joe Dante.

## Sinopse
A Globotech é uma empresa que, entre outras atividades, faz armas tecnologicamente avançadas para o Departamento de Defesa dos Estados Unidos. Decidida a investir em outros ramos, ela compra a Heartland, uma fábrica de brinquedos. Gil Mars (Denis Leary), o presidente, quer que os desenhistas Larry Benson (Jay Mohr) e Irwin Wayfair (David Cross) façam brinquedos mais realistas, que tenham praticamente vida própria e usem baterias de lítio, sendo que não importa que tenham uma aparência violenta, pois as crianças gostam de deste tipo de bonecos.
Larry Benson já tinha idealizado o Chip Hazard, que precisava ser melhorado e ter inimigos: os Gorgonóides, criaturas idealizadas por Wayfair. Depois de três meses os brinquedos estão prontos e o resultado são figuras de ferozes soldados, o Comando Elite, que foi programado para destruir os Gorgonóides, criaturas que não oferecem nenhum perigo.
Antes de serem distribuídos pelas lojas, Joe (Dick Miller), um entregador da Heartland, deixa alguns destes brinquedos numa loja em Winslow Corners, no Estado de Ohio, cujo proprietário, Stuart Abernathy (Kevin Dunn), só acredita em brinquedos educativos e por isto a loja está quase na falência. À noite o Comando Elite saem de suas caixas e recebe ordem do seu líder, Chip Hazard, para atacar os Gorgonóides. Quando Archer, o líder dos Gorgonóides, começa a comunicar com Alan, que o levou para sua casa, o Comando entende que os humanos são outro inimigo a abater, pois associam-no aos Gorgonóides.

## Elenco e vozes
- Gregory Smith (Alan Abernathy)
- Kirsten Dunst (Christy Fimple)
- Jay Mohr (Larry Benson)
- David Cross (Irwin Wayfear)
- Denis Leary (Gil Mars)
- Kevin Dunn (Stuart Abernathy)
- Ann Magnuson (Irene Abernathy)
- Phil Hartman (Phil Fimple)
- Tommy Lee Jones (Chip Hazard - voz)
- Frank Langella (Archer - voz)
- Ernest Borgnine (Kip Killigan - voz)
- Jim Brown (Butch Meathook - voz)
- Bruce Dern (Link Static - voz)
- George Kennedy (Brick Bazooka - voz)
- Sarah Michelle Gellar (Boneca Gwendy - voz)
- Clint Walker (Nick Nitro - voz)
- Harry Shearer (Punch-It - voz)
- Michael McKean (Insaniac / Troglokhan - voz)
- Christina Ricci (Boneca Gwendy - voz)
- Christopher Guest (Slamfist / Scratch-It)
- Alexandra Wilson (Sra. Kegel)
- Dick Miller (Joe)
- Jacob Smith (Jimmy Fimple)

## Recepção
Small Soldiers teve recepção mista por parte da crítica especializada. No Rotten Tomatoes, alcançou uma classificação de 47% em base de 43 avaliações. Tem 44% de aprovação por parte da audiência, usada para calcular a aprovação do público a partir de votos dos usuários do site.